# Université de Kismaayo
L'université de Kismaayo (en anglais : Kismayo University ou KU) est une université privée de Somalie.

## Historique
L'université a été fondée en 2005 à Kismaayo, dans le Sud-Est du pays, avec le soutien financier de la Towfiq Welfare Society.Elle a servi de quartier général aux forces kényanes de l'AMISOM jusqu'en octobre 2012. Elle accueillait alors 600 étudiants.

## Organisation
L'université comprend quatre facultés réparties sur deux campus :
- Économie et gestion
- Éducation
- « Charia » islamique
- Disciplines médicales

Son président est le docteur Mohammad Abdi Aden.